# Uzgoj lješnjaka u Hrvatskoj
Uzgoj lješnjaka u Hrvatskoj, grana voćarske proizvodnje u Hrvatskoj. 

## Povijest
1970-oj godina počinje organizirana proizvodnja lješnjaka. Tek 2000-ih s donesenim državnim poticajnim mjerama za podizanje nasada lijeske naraslo je zanimanje za proizvodnju lješnjaka. Poticajne mjere bila su jednokratna novčana sredstva. Naraslom zanimanju za uzgoj lješnjaka pridonijelo je što se lijeska dade dobro kultivirati u hrvatskim krajevima. Dodatni motiv je što je lijeska dobitna kultura jer je slabih zahtjeva za kakvoćom tla i održavanjem nasada. Ukidanje državnih poticaja za podizanje nasada usporilo je zanimanje pa se nisu toliko širile poljodjelske površine pod nasadima lijeske. Novi financijski izvor poljodjelcima bila su sredstava iz fondova Europske unije. :10.-11. U Hrvatskoj od 2008. godine stalan je rast zasađenih površina lijeskom. 2013. godina ističe se po većem prinosu lješnjaka u odnosu na prethodnu godinu. Tada je iznosio 5893 hektograma po hektaru. Sljedećih godina prinos je varirao, ali ne toliko kao 2012. (1239 hg/ha) na 2013. godinu.:11. 2012. godine u RH je bilo 2776 ha pod lijeskom,:12. a 2019. je došlo do 5550 ha. Narastao je udio ekološke proizvodnje lješnjaka, zbog dodatne potpore iz IAKS-a koja im se nudi ako prijeđu s konvencionalne na ekološku proizvodnju. Raste broj malih proizvođača lješnjaka. Neprestano se površavaju površine pod lijeskom u intenzivnoj proizvodnji. 2012. godine u Hrvatskoj je proizvedeno 344 t lješnjaka,:12. a 2018. godine 1753 tone. Od 2015. do 2020. uzgoj lješnjaka u Hrvatskoj se skoro udvostručio te su površine pod lijeskom na oko 5000 hektara. Prema podatcima Hrvatske gospodarske komore (HGK), u Hrvatskoj raste izvoz i pad uvoz lješnjaka. Izvoz je od 2013. i tadašnje izvezene 34 tone narastao na 212 tona izvezenih 2018. godine. Najviše se izvozi u Sloveniju i Italiju, više od polovice izvoza. Uvoz je pao od 2013. i uvezenih 745 tona na 586 tona uvezenih 2018. godine. Skoro dvije trećine uvozi se iz Turske.
U Hrvatskoj dio neorganiziranih poduzetnika ulazi nepromišljeno u uzgoj, misleći da će doći samo zarada, ne videći da treba tu dosta rada, vremena i novih ulaganja (kalibrator, krckalica), kao i variranja cijene koji učini proizvodnju gotovo nedobitnom, pa pribjegavaju prodaji ispod cijene ugrožavajući i druge proizvođače. Sličan scenarij bio je nekad s kupinom i aronijom. Zbog toga proizvođači smatraju da bi nadležna državna tijela trebala procijeniti potrebe hrvatskog tržišta za lješnjakom te stimulirati proizvodnju te količine, a demotivirati scenarij koji završava masovnom prodajom cijene.

## Mjesta proizvodnje
U proizvodnji je vodeći daruvarski kraj, posebice Končanici. Ondje se nalazi najpoznatiji rasadnik lješnjaka iz kojega sadnice odlaze u izvoz. Ovdje je najpoznatiji proizvođač sadnica lješnjaka u Hrvatskoj koji je zaštitio patent za svoj uzgoj u dvadesetak država. Najviše se izvozi sadnice u Srbiju, BiH, Kosovo, Austriju, Ukrajinu i Gruziju.  Poljoprivredno poduzeće Orahovica je najveći i najvažniji proizvođač u Hrvatskoj te jedan je od važnijih proizvođača sadnica lijeske u Europi.

## Proizvodi
Lješnjačarstvo u Hrvatskoj nudi nekoliko proizvoda. Tu je plod lješnjaka, koji je zahvalan jer ga se može uskladištiti i čekati povoljnu cijenu. Očišćeni lješnjaci su dorađeni proizvod koji se znatno lakše prodaje, zbog čega mnogi proizvođači su nabavili drobilice. Rastuća je potražnja za lješnjakovim uljem. Iz Hrvatske se izvozi mnogo sadnica lješnjaka. Ostali proizvodi su lješnjakovo brašno i dr. Lješnjak se primjenjuje prije svega u prehrani, kao dio mnogih slastica i krema, a uporabljuje se i u kozmetičkoj i farmaceutskoj industriji.

## Vanjske poveznice
- Uzgoj lješnjaka u Hrvatskoj, Emisija Osječke televizije "Zlato ravnice", kanal Agrokluba na YouTubeu, 19. listopada 2015.
- Nenad Stefanović: Uzgoj lješnjaka: Agromeliorativna gnojidba i navodnjavanje  Agroklub. 12. kolovoza 2019.
- Lješnjaci – isplativa proizvodnja na duge staze, zarada manja nego što se govori , kanal Slavonske televizije na YouTubeu, 18. rujna 2018.